# Дубельно (Хелмінський повіт)
Дубельно (пол. Dubielno, нім. Dübeln) — село в Польщі, у гміні Папово-Біскупи Хелмінського повіту Куявсько-Поморського воєводства.
Населення — 484 особи (2011).
У 1975-1998 роках село належало до Торунського воєводства.

## Демографія
Демографічна структура станом на 31 березня 2011 року:
|          | Загалом | Допрацездатний вік | Працездатний вік | Постпрацездатний вік |
| -------- | ------- | ------------------ | ---------------- | -------------------- |
| Чоловіки | 254     | 54                 | 167              | 33                   |
| Жінки    | 230     | 49                 | 136              | 45                   |
| Разом    | 484     | 103                | 303              | 78                   |